# Zheng Cao
Zheng Cao (9 de julho de 1966 – 21 de fevereiro de 2013) foi uma mezzo-soprano de ópera americana nascida na China e conhecida pelo seu papel mais notável de Suzuki em Madama Butterfly. Ela interpretou esse papel com companhias americanas de ópera, tais como San Francisco Opera, Grande Teatro de Genebra, Pittsburgh Opera, Vancouver Opera, Washington National Opera, San Diego Opera, e sob a batuta de Seiji Ozawa com a Orquestra Sinfônica de Boston. Sua interpretação do papel de Cherubino em As bodas de Fígaro também recebeu reconhecimento em várias companhias de ópera, incluindo Ópera de São Francisco, Pittsburgh Opera, e Houston Grand Opera. Zheng Cao morreu em 2013 de câncer de pulmão em San Francisco, Califórnia.

## Início da vida e educação
Zheng Cao nasceu em 9 de julho de 1966, filha de Mao Yuan Cao e Xiao Jiao Huang, em Xangai, China. Dan Cao, quatro anos mais velha, é a sua única irmã. Como estudante, frequentou o Conservatório de Música de Xangai. Em 1988, Cao mudou-se para os Estados Unidos para estudar inglês e canto na Universidade Americana em Washington, D.C. Ela, então, começou a frequentar o Curtis Institute of Music, na Filadélfia. Em julho de 1990, o coreógrafo de ópera e crítico do Washington Post László Seregi destacou o desempenho de Cao como mezzo-soprano na Igreja da Comunidade Chinesa em Washington como "digno de nota". Em 1993, Cao recebeu um mestrado da Curtis Institute of Music.

## Carreira
Em 1994, Cao foi aceita para o Ópera Merola, em San Francisco, um programa de treinamento do Centro de ópera de San Francisco para cantores de ópera, treinadores e encenadores. Lá, Cao ganhou o papel de Dorabella na ópera-bufa  em idioma italiano Così fan tutte.
Ela foi posteriormente escolhida para ser Adler Fellow na Ópera de San Francisco. Durante a residência de dois anos para artistas jovens e promissores orientada para o desempenho, Cao estreia no papel de Nicklausse na ópera fantastique Os Contos de Hoffmann, quando ela substituiu a mezzo-soprano Susan Quittmeyer, afastada por doença.
Em 1998, Cao interpretou a 9ª Sinfonia de Beethoven como solista para um concerto na cerimônia de abertura dos Jogos Olímpicos de Inverno em Nagano, conduzido pelo maestro Seiji Ozawa. Posteriormente, ela apareceu com Ozawa como Marguerite em La damnation de Faust de Berlioz no Saito Kinen Festival, como Suzuki em Madama Butterfly, Sonho de Uma Noite com a Orquestra Sinfônica de Boston e para o concerto de despedida de Ozawa cantando Coral Fantasia de Beethoven no Tanglewood Music Center.
Voltando muitas vezes para o palco de Ópera de San Francisco, Cao representava diversos papéis, incluindo Suzuki, Cherubino, Idamante em Idomeneo e Siébel em Faust. Ela cantou no papel da Suzuki no Le Grand Théâtre de Genève, Washington Opera, Pittsburgh Opera, e San Diego Opera. Mais tarde, ela voltou para San Diego Opera para cantar no papel de Siébel e apareceu em Michigan Opera Theater, Kentucky Opera, e Washington Opera como Rosina em Il barbiere di Siviglia de Rossini.
Em Los Angeles Opera, ela se apresentou como Penélope em Il ritorno d'Ulisse in patria por Monteverdi e Zerlina, em Don Giovanni, um papel que ela também cantou na Ópera do Pacífico. Ela fez sua estreia na Opera Pacífic, como Nicklausse. Em Houston Grand Opera, ela estreou em Káťa Kabanová de Janáček do  cantando Varvara e depois voltou para cantar Cherubino.
Cao cantou no palco de concertos com a Orquestra de Filadélfia, onde ela cantou o Requiem  de Mozart e Messias de Handel tanto com a Orquestra Sinfônica Nacional e a Filarmônica de Varsóvia. Ela se apresentou em Des Knaben Wunderhorn de Mahler com a San Francisco Symphony e Das Lied von der Erde com a Sacramento Symphony e Filarmónica da China, e um passeio às Ilhas Canárias. O compositor Jake Heggie escreveu uma série de canções para ela, e ela gravou e apresentou muitas dessas suas canções.
Em 2008, Cao uma vez mais se associou aos Jogos Olímpicos como embaixadora cultural da China, em uma série de concertos por cidades que sediaram os Jogos Olímpicos de Verão com a Filarmónica da China, celebrando os jogos Olímpicos de Pequim 2008. A turnê foi interrompida pelo terremoto na província de Sichuan, no Oeste da China, mas não antes de apresentar-se e reunir-se como Papa Bento XVI no Vaticano.
Cao realizou a estreia mundial de dois personagens de ópera, Magali em Salsipuedes, de Daniel Catán e Ruth Young Kamen em The Bonesetter and the Daughter, de Stewart Wallace, com um libreto de Amy Tan baseado no seu livro com o mesmo nome. O papel de Ruth foi criado para Cao, e a ópera teve a sua estreia na Ópera de São Francisco, em 2008.

## Vida pessoal
Quando estudante da Curtis, Cao se apresentou em um navio de cruzeiro, onde ela conheceu o ator Troy Donahue. Depois que Cao recebeu seu diploma de mestrado Curtis, ela e Donahue mudaram-se para Santa Mónica, Califórnia. Donahue viajou com Cao para as cidades onde ela se apresentou, quando não estava fazendo aparições pessoais em cruzeiros e em festivais de cinema. Eles ficaram noivos em 1999 e permaneceram juntos até a morte de Donahue, em 2001, de um ataque cardíaco aos 65 anos. Cao, em seguida, mudou-se para San Francisco, onde, em 2010, ela se casou com o Dr. David Larson, um oncologista que estava envolvida em seu tratamento contra o câncer.

### Câncer de pulmão
Em abril de 2009, Cao, uma não fumante, foi diagnosticada com câncer de pulmão estágio IV, o que resultou em metástases ósseas, no cérebro e fígado. Ela foi inicialmente tratada com sucesso com terapia de radiação para tumores ósseos e Gamma Knife para várias lesões cerebrais como relatado no "Good Morning America" da ABC News.
Logo após o diagnóstico de câncer de pulmão em 2009, ela conheceu o Dr. David Larson, um oncologista na Universidade da Califórnia, San Francisco e no Hospital de Washington em Fremont, Califórnia, onde ela foi tratada com a terapia de radiação Gamma Knife para vários tumores cerebrais.
Sua relação médico-paciente tornou-se amizade e, mais tarde, um relacionamento romântico, e eles se casaram em dezembro de 2010, em San Francisco. Ao longo de seus quatro anos de batalha contra o câncer de pulmão, Cao foi tratada mais três vezes para lesões cerebrais, duas vezes com  terapia de radiação Gamma Knife e uma vez com terapia de radiação em todo o cérebro.
A quimioterapia que Cao recebeu reduziu os tumores no pulmão e do fígado por mais de cinquenta por cento nos primeiros três meses. Isto permitiu-lhe continuar a cantar ópera no palco, cantando com Pittsburgh Opera e Vancouver Opera. Depois de 16 meses os medicamentos pararam de funcionar, e Cao começou uma série de quimioterapia comum e ensaios clínicos.
Os resultados destes tratamentos foram mistos e a última apresentação pública de Cao foi em 2011, com a Philharmonia Baroque Orchestra, onde ela estreou Into the Bright Lights de Nathaniel Stookey, com as palavras de sua amiga e mentora, a mezzo-soprano Frederica von Stade.

## A morte
Em 21 de fevereiro de 2013, Zheng Cao morreu em sua casa em San Francisco, que dividia com Larson, por complicações geradas pelo câncer de pulmão.

## Prêmios
- Finalista em 1992 na Metropolitan Opera Conselho Nacional de Audições.
- Vencedor de 1993 Palm Beach Vocal Concorrência.

## Honra
- Membro da Comissão de 100.
- Investimento Merola, iniciado em 2011, para criar uma bolsa anual para a cantora mezzo-soprano asiática, para participar do programa Ópera Merola.

## Discografia
- Faces do Amor: Músicas de Jake Heggie, 1999. "Antes de a Tempestade: o Que os Lábios que Meus Lábios Beijaram".
- Passando Por: Músicas por Jake Heggie, 2010. "Alguns Momentos do Dia": "O Minueto," Simples"," e "A Melhor Hora do Dia".
- Anjo no Coração, uma música de contos de fadas por Jeremy Irons (o narrador), Matt Haimovitz (violoncelo), Lisa (soprano) e Frederica von Stade (mezzo-soprano). "Toda a Noite", organizado por Gordon Getty.